# Lit de justice
Lit de justice je bila v francoskem starem režimu (Ancien Régime) uradna izredna seja pariškega parlamenta pod predsedstvom kralja, namenjena prisilni registraciji kraljevih dekretov. Ime, ki v slovenskem prevodu pomeni postelja pravice, je dobila po tem, da je kralj na seji sedel na prestolu pod baldahinom. V srednjem veku ni vsaka prisotnost kralja v parlamentu pomenila lit de justice.

## Opis
Lit de justice v Parizu je običajno potekala v Veliki sejni dvorani kraljeve palače (Grand' Chambre du Parlement) na  Île de la Cité. Palača je do danes ostala Palača pravice (Palais de Justice). Kralj je takoj po bogoslužju v Sainte-Chapelle vstopil v sejno dvorano v spremstvu svojega kanclerja, princev, vojvod, kardinalov in maršalov ter zasedel svoje mesto na blazinah na podiju pod baldahinom v kotu dvorane.
Zapisniki lit de justice Karla V. 21. maja 1375 dajejo vtis o prisotnosti množice pomembnih osebnosti. Prisotni so bili dofen, kraljev brat vojvoda Anžujski, aleksandrijski patriarh, 4 nadškofi, 7 škofov, 6 opatov, rektor in več članov pariške univerze, kancler Francije, štirje princi po krvi, več grofov in lordov, prošt trgovcev in sodniki Pariza ter "več drugih modrih in uglednih oseb in velika množica ljudi".
Kralj je na seji spregovoril le nekaj uvodnih besed, ki jim je sledila formula "mon kancler dire le reste" (ostalo vam bo povedal moj kancler). Kancler, ki je sedel pri njegovih nogah, je nato na glas prebral preostanek kraljeve izjave, na primer razglasitev regentstva, vojne ali miru. Lit de justice je služila tudi za zastraševanje neposlušnih parlamentov in vsiljevanje suverenosti kralja.

## Kasnejša praksa
V srednjem veku je bila lit de justice prizorišče sojenj visokim aristokratom za težke zločine. Od 16. stoletja naprej so jo uporabljali za uveljavljanje registracije kraljevih odlokov. V 17. stoletju je bila redka. Oživil jo je kralj Ludvik XV., kar je sprožilo polemike med parlamentarnim noblesse de robe, plemstvom, ki je od kralja prejelo plemiški patent za državno službo in se je čutilo ogroženo.
Kraljeva stranka je na lit de justice, kot je bila oživljena leta 1527, gledala kot na izraz kraljeve pravičnosti. V kraljevi navzočnosti so parlamenti izgubili svojo običajno lastnost sodnika in prevzeli vlogo svetovalca po načelu adveniente principe, cessat magistratus (s prihodom kralja magistrature prenehajo). Ko so se odnosi med Henrikom III. in pariškim parlamentom zaostrili, je kralj uporabil lit de justice za uveljavitev svoje voljo proti nepokornemu dvoru.
Absolutistična propaganda je trdila, da se lit de justice v svoji izvirni obliko lahko zgodi pred katerim koli parlamentom. Karel IX, ki je želel zanikati izključno zakonodajno vlogo pariškega parlamenta, je ragistracijo svojega Amboiškega edikta leta 1563 izsilil pred parlamentom v Rouenu.  On in kraljica mati sta za registracijo edikta po vsej Franciji obiskala še parlamente v Dijonu, Bordeauxu, Toulouseu.  Od vladavine Ludvika XIII. je bila lit de justice omejena na pariški parlament.
Zadnja lit de justice se je zgodila 8. maja 1788 pod Ludvikom XVI. V Versaillesu.